# Lista monumentelor ocrotite de stat din municipiul Tiraspol
Lista monumentelor din municipiul Tiraspol cuprinde monumentele patrimoniului cultural din municipiul Tiraspol înscrise în Registrul monumentelor Republicii Moldova ocrotite de stat.
Registrul monumentelor Republicii Moldova ocrotite de stat a fost aprobat prin Hotărârea Parlamentului nr. 1531-XII împreună cu Legea nr. 1530-XII privind ocrotirea monumentelor RM din 22 iunie 1993. În Monitorul Oficial nr. 1 din 1994 a fost publicată doar Legea, fără a include însă și Registrul, care a fost publicat mult mai târziu, la 2 februarie 2010. A nu se confunda cu Registrul arheologic național sau cel al monumentelor de for public, care sunt liste diferite ce vizează doar anumite compartimente ale patrimoniului cultural, întocmite în baza unor legi separate. De asemenea, este diferit de Lista obiectelor de patrimoniu cultural din Tiraspol, care este elaborată în mod independent de către specialiștii în patrimoniu ai Muzeului din Tiraspol.
Autoproclamata „Republica Moldovenească Nistreană” a elaborat propriul său registru de monumente (cu completări în 2019), dar lista curentă nu ține cont de acesta, ci este bazată exclusiv pe Registrul monumentelor Republicii Moldova ocrotite de stat.
Lista completă este menținută și actualizată periodic de către Ministerul Culturii din Republica Moldova, dar înainte ca modificările să intre în vigoare acestea trebuie să fie aprobate de către Parlament. Această listă este menită să cuprindă și actualizările ulterioare.
| Nr.   | Localizare                                                                                  | Denumire                                                                       | Datare       | Tip   | Însemnătate | Imagine                 | Erori             |
| ----- | ------------------------------------------------------------------------------------------- | ------------------------------------------------------------------------------ | ------------ | ----- | ----------- | ----------------------- | ----------------- |
| 1     | Tiraspol str. 25 Octombrie, 4 46°50′04″N 29°35′33″E / 46.834368765447°N 29.592638001639°E   | Bastionul „Sf. Vladimir” al Cetății „Sredneaia”                                | 1792         | Is    | N           | galerie \| Încarcă foto | Raportează eroare |
| 2     | Tiraspol str. Lunacearski, 29 46°50′14″N 29°37′00″E / 46.837222222222°N 29.616666666667°E   | Biserica de rit ortodox vechi rus                                              | sec. XIX     | At    | N           | galerie \| Încarcă foto | Raportează eroare |
| 3     | Tiraspol str. 25 Octombrie, 5                                                               | Blocul administrativ al fabricii „Pavel Tkacenko”                              | anii 1930    | At    | N           | Încarcă foto            | Raportează eroare |
| 4     | Tiraspol str. Lenin, 44                                                                     | Blocul administrativ al fabricii „1 Mai”                                       | 1936         | At    | N           | Încarcă foto            | Raportează eroare |
| 5     | Tiraspol str. 25 Octombrie, 19 46°50′09″N 29°36′04″E / 46.835788138129°N 29.600984273419°E  | Casă de locuit                                                                 | 1935         | At    | N           | Încarcă foto            | Raportează eroare |
| 6     | Tiraspol str. 25 Octombrie, 37 46°50′09″N 29°36′18″E / 46.835960041681°N 29.605061790258°E  | Casă de locuit                                                                 | sf. sec XIX  | At    | N           | galerie \| Încarcă foto | Raportează eroare |
| 7     | Tiraspol str. 25 Octombrie, 40 46°50′08″N 29°36′16″E / 46.835461311244°N 29.604559446452°E  | Casă de locuit                                                                 | înc. sec. XX | At    | N           | Încarcă foto            | Raportează eroare |
| 8     | Tiraspol str. 25 Octombrie, 41                                                              | Casă de locuit                                                                 | sf. sec. XIX | At    | N           | Încarcă foto            | Raportează eroare |
| 9     | Tiraspol str. 25 Octombrie, 76 46°50′09″N 29°36′56″E / 46.835904776039°N 29.615558045268°E  | Casă de locuit                                                                 | sf. sec XIX  | At    | N           | galerie \| Încarcă foto | Raportează eroare |
| 10    | Tiraspol str. 25 Octombrie, 94 46°50′10″N 29°37′10″E / 46.83611561113°N 29.619402862244°E   | Casă de locuit                                                                 | 1935-1937    | At    | N           | galerie \| Încarcă foto | Raportează eroare |
| 11    | Tiraspol str. 25 Octombrie, 95 46°50′13″N 29°37′28″E / 46.836895998467°N 29.624482895723°E  | Casă de locuit                                                                 | 1933         | At    | N           | galerie \| Încarcă foto | Raportează eroare |
| 12    | Tiraspol str. Krasnoselskaia, 16                                                            | Casă de locuit                                                                 | sf. sec. XIX | At    | N           | Încarcă foto            | Raportează eroare |
| 13    | Tiraspol str. Kotovski, 23 46°50′07″N 29°37′11″E / 46.835358533124°N 29.61962184401°E       | Casă de locuit                                                                 | sf. sec. XIX | At    | N           | galerie \| Încarcă foto | Raportează eroare |
| 14    | Tiraspol str. Kotovski, 25 46°50′08″N 29°37′11″E / 46.83550676927°N 29.619661242018°E       | Casă de locuit                                                                 | sf. sec. XIX | At    | N           | galerie \| Încarcă foto | Raportează eroare |
| 15    | Tiraspol str. Lenin, 15 46°50′09″N 29°37′28″E / 46.835946983299°N 29.624566294093°E         | Casă de locuit                                                                 | 1936         | At    | N           | galerie \| Încarcă foto | Raportează eroare |
| 16    | Tiraspol str. Pușkin, 20 46°50′14″N 29°36′11″E / 46.83709901657°N 29.603094818555°E         | Casă de locuit                                                                 | 1935-1937    | At    | N           | Încarcă foto            | Raportează eroare |
| 17    | Tiraspol str. Sverdlov, 35 46°50′08″N 29°37′18″E / 46.835451167912°N 29.621600615933°E      | Casă de locuit                                                                 | sf. sec. XIX | At    | N           | galerie \| Încarcă foto | Raportează eroare |
| 18    | Tiraspol str. Sverdlov, 37 46°50′08″N 29°37′19″E / 46.835442183905°N 29.621856702981°E      | Casă de locuit                                                                 | sf. sec. XIX | At    | N           | galerie \| Încarcă foto | Raportează eroare |
| 19    | Tiraspol str. Sverdlov, 39 46°50′08″N 29°37′19″E / 46.835446675908°N 29.622073392022°E      | Casă de locuit                                                                 | sf. sec. XIX | At    | N           | galerie \| Încarcă foto | Raportează eroare |
| 20    | Tiraspol str. Vostanie, 8 46°50′01″N 29°37′07″E / 46.833640622189°N 29.618599891022°E       | Casă de locuit                                                                 | sf. sec. XIX | At    | N           | Încarcă foto            | Raportează eroare |
| 21    | Tiraspol str. Vostanie, 10 46°50′01″N 29°37′08″E / 46.833647970283°N 29.618854093698°E      | Casă de locuit                                                                 | sf. sec. XIX | At    | N           | galerie \| Încarcă foto | Raportează eroare |
| 22    | Tiraspol str. Dnestrovskaia, 18 46°50′21″N 29°36′19″E / 46.839076844516°N 29.605229506356°E | Casă în care a locuit pictorul A. F. Foinițki (1886-1973)                      |              | At    | N           | galerie \| Încarcă foto | Raportează eroare |
| 23    | Tiraspol str. 25 Octombrie, 44 46°50′08″N 29°36′21″E / 46.835557762788°N 29.605953469133°E  | Casa chimistului N. Zelinski (1861-1953)                                       |              | Is At | N           | galerie \| Încarcă foto | Raportează eroare |
| 24    | Tiraspol str. 25 Octombrie, 78 46°50′09″N 29°36′59″E / 46.835949776609°N 29.616307177155°E  | Casă de raport                                                                 | sf. sec. XIX | Is At | N           | galerie \| Încarcă foto | Raportează eroare |
| 25    | Tiraspol str. Kotovski, 14 46°50′05″N 29°37′13″E / 46.834586925269°N 29.620298879148°E      | Casă de raport                                                                 | sf. sec. XIX | At    | N           | Încarcă foto            | Raportează eroare |
| 26    | Tiraspol str. Sverdlov, 15 46°50′07″N 29°36′59″E / 46.835189580158°N 29.616290850253°E      | Casă de raport cu magazin la parter                                            | sf. sec. XIX | At    | N           | galerie \| Încarcă foto | Raportează eroare |
| 27    | Tiraspol str. Sverdlov, 17 46°50′07″N 29°37′00″E / 46.835183584024°N 29.616711570502°E      | Casă de raport cu magazin la parter                                            | sf. sec. XIX | At    | N           | galerie \| Încarcă foto | Raportează eroare |
| 28    | Tiraspol str. Sverdlov, 28 46°50′05″N 29°37′05″E / 46.834810340881°N 29.617977208801°E      | Casa sindicatelor și depoul pompierilor                                        | anii 1930    | At    | N           | galerie \| Încarcă foto | Raportează eroare |
| 29    | Tiraspol str. Engels, 6 46°50′09″N 29°36′12″E / 46.835890115148°N 29.603278882762°E         | Clădirea Băncii de Stat                                                        | 1933-1934    | At    | N           | Încarcă foto            | Raportează eroare |
| 30    | Tiraspol str. 25 Octombrie, 43 46°50′11″N 29°36′29″E / 46.836325125211°N 29.608058144821°E  | Clădirea fostei școli județene                                                 | sf. sec. XIX | Is At | N           | galerie \| Încarcă foto | Raportează eroare |
| 31    | Tiraspol                                                                                    | Clădirea fostului Club al nobilimii județene                                   | sf. sec. XIX | Is At | N           | Încarcă foto            | Raportează eroare |
| 32    | Tiraspol str. Komunisticeskaia, 34                                                          | Clădirea fostului hotel                                                        | sf. sec. XIX | Is At | N           | Încarcă foto            | Raportează eroare |
| 33    | Tiraspol str. Kotovski, 27 46°50′09″N 29°37′11″E / 46.835828060953°N 29.619618872985°E      | Clădirea policlinicii                                                          | anii 1930    | Is At | N           | galerie \| Încarcă foto | Raportează eroare |
| 34    | Tiraspol Piața Constituției                                                                 | Clădirea școlii muzicale                                                       | sf. sec. XIX | At    | N           | Încarcă foto            | Raportează eroare |
| 35    | Tiraspol str. Lenin, 40, 42 46°50′38″N 29°37′31″E / 46.843823720251°N 29.625260887896°E     | Clădirea fostelor cămine ale muncitorilor fabricii nr.1                        |              | At    | N           | galerie \| Încarcă foto | Raportează eroare |
| 36    | Tiraspol str. 25 Octombrie, 98                                                              | Clădirea fostelor școli evreiești și judecătoriei de district                  |              | At Is | N           | Încarcă foto            | Raportează eroare |
| 37    | Tiraspol                                                                                    | Cimitirul urban                                                                | sec. XIX-XX  | Is    | N           | galerie \| Încarcă foto | Raportează eroare |
| 37.01 | Tiraspol                                                                                    | Monument funerar lui M. I. Kozlovski (1928-1982)                               |              | Is    | N           | Încarcă foto            | Raportează eroare |
| 37.02 | Tiraspol                                                                                    | Monument funerar pictorului A. F. Foinițki (1888-1973)                         |              | Is    | N           | Încarcă foto            | Raportează eroare |
| 37.03 | Tiraspol                                                                                    | Monument funerar lui A.F. Țariov                                               |              | Is    | N           | Încarcă foto            | Raportează eroare |
| 38    | Tiraspol str. 25 Octombrie, 93 46°50′13″N 29°37′26″E / 46.836847479606°N 29.623877809851°E  | Edificiu pentru funcții social-culturale                                       | 1934         | At    | N           | galerie \| Încarcă foto | Raportează eroare |
| 39    | Tiraspol str. Sverdlov, 19                                                                  | Edificiu pentru funcții social-culturale                                       | sf. sec. XIX | At    | N           | Încarcă foto            | Raportează eroare |
| 40    | Tiraspol str. 25 Octombrie, 26 46°50′08″N 29°36′30″E / 46.835469201032°N 29.608309793995°E  | Memorial militar în memoria ostașilor căzuți (901) în 1944                     |              | Is    | N           | galerie \| Încarcă foto | Raportează eroare |
| 42    | Tiraspol Piața Borodino 46°50′19″N 29°35′29″E / 46.838612189532°N 29.591306843613°E         | Monument comemorativ de război (1941-1945)                                     |              | Is    | N           | galerie \| Încarcă foto | Raportează eroare |
| 43    | Tiraspol str. Iunosti                                                                       | Monument comemorativ de război (1941-1945)                                     |              | Is    | N           | Încarcă foto            | Raportează eroare |
| 44    | Tiraspol str. 25 Octombrie, 105                                                             | Monument comemorativ de război (1941-1945)                                     |              | Is    | N           | Încarcă foto            | Raportează eroare |
| 45    | Tiraspol str. Secrieru, 2                                                                   | Monument comemorativ de război (1941-1945)                                     |              | Is    | N           | Încarcă foto            | Raportează eroare |
| 50    | Tiraspol Kirpicinaia Slobodka 46°50′39″N 29°35′00″E / 46.844278104786°N 29.583408456874°E   | Monument la mormântul comun al victimelor fascismului                          |              | Is    | N           | Încarcă foto            | Raportează eroare |
| 55    | Tiraspol str. 25 Octombrie, 130 46°50′13″N 29°38′01″E / 46.83694444°N 29.63361111°E         | Teatrul rus de dramă și comedie                                                | anii 1930    | Is At | N           | galerie \| Încarcă foto | Raportează eroare |
| 57    | Tiraspolul Nou                                                                              | Clădirea fostului conac (în prezent sediul Sovhozului-Tehnicum „M. V. Frunze”) |              | Is At | N           | Încarcă foto            | Raportează eroare |